# 瓦爾克號驅逐艦 (DD-34)
瓦爾克號驅逐艦（舷號DD-34）是一艘隸屬於美國海軍的驅逐艦，為保爾丁級驅逐艦的13號艦。她是美軍第一艘以瓦爾克為名的軍艦，以紀念美國內戰時期的海軍少將亨利·瓦爾克（Henry A. Walke）。
瓦爾克號在1910年於霍河造船廠開始建造並在在同年下水，於1911年開始服役。接著瓦爾克號留在大西洋及加勒比海執勤，曾協助美軍在派兵佔據多明尼加。美國參與第一次世界大戰後，瓦爾克號被派往英國、愛爾蘭及法國海域，掩護協約國商船。戰後瓦爾克號在1919年退役，並在1935年除籍，按倫敦海軍條約出售拆解。